# Laktaši
Laktaši (Cirillico: Лакташи) è una città e municipalità della Bosnia ed Erzegovina. È situata nella parte settentrionale della Repubblica Serba vicino alla capitale dell'entità, Banja Luka con 36.848 abitanti al censimento 2013.

## Popolazione
Secondo il censimento del 1991 la municipalità contava 29.910 abitanti dei quali:
- 24,438 Serbi
- 2,584 Croati
- 1,491 Jugoslavi
- 506 Bosgnacchi
- 891 Altri

La città, sempre secondo il censimento del 1991, contava:
- 2.866 Serbi
- 99 Croati
- 345 Jugoslavi
- 39 Bosgnacchi
- 134 Altri

## Sport
Nel sobborgo di Aleksandrovac ha sede la squadra di basket del KK Igokea vincitrice di Campionati e Coppe nazionali.